# Александра Јерков
Александра Јерков (Нови Сад, 22. септембра 1982) српска је политичарка. Била је народна посланица у Народној скупштини Републике Србије, бивша је потпредседница Демократске странке као и бивша председница Скупштине града Новог Сада.

## Биографија
Александра Јерков је рођена 22. септембра 1982. године у Новом Саду. Након завршене основне школе, те гимназије „Јован Јовановић Змај“, уписала је Филозофски факултет Универзитета у Новом Саду. Дипломирала је на одсеку за српски језик и лингвистику, прва у својој генерацији 2005. године.
Звање магистра стекла је на студијама европских интеграција и регионализма Универзитета у Грацу. Такође је прошла неколико НДИ и ИРИ обука, као и више неформалних облика образовања, семинара и тренинга о политичком ангажовању.
Чланица је Лиге социјалдемократа Војводине (ЛСВ) од 2000, а у периоду од 2003. до 2006. обављала је функцију међународног секретара Омладине ЛСВ.
Након тога је изабрана је за председницу Омладине ЛСВ и чланицу Председништва странке. На изборима 2007. и 2008. изабрана је за посланицу Скупштине Србије.
Дана 11. јануара 2013. поднела је оставку на функцију посланика и све страначке функције и напустила ЛСВ, да би прешла у ДС. Септембра 2020. године је искључена из ДС-а.
Удата је за политичког активисту и политичара Балшу Божовића, некадашњег високог функционера и посланика Демократске странке, са којим има сина.